# 1606
Cette page concerne l'année 1606  du calendrier grégorien.
L'année 1606 est une année commune qui commence un dimanche.

## Événements
- 10 février : Pedro Fernández de Quirós découvre l'île d'Anaa[1].
- Mars : le navigateur hollandais Willem Janszoon accoste sur la côte occidentale de la péninsule du cap York, en Australie[2].
- 6 - 27 avril : Jahangir mate la révolte de son fils Khusrav au Pendjab puis fait condamner à mort et confisque les biens du chef religieux des Sikhs, Gurû Arjan, qui avait aidé financièrement Khusrav[3].
- 10 avril : le roi Jacques Ier d'Angleterre accorde une charte qui donne la concession de la côte américaine comprise entre les 34° et 45° degrés de latitude à deux compagnies (Londres et Plymouth)[4].

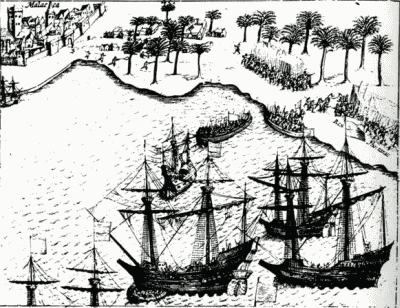
30 avril-17 août : siège de Malacca.

- 30 avril-17 août : les Hollandais de Cornelis Matelief, alliées au sultan de Johor, assiègent Malacca, mais sont repoussés par les Portugais de Martim Afonso de Castro[5] au cap Rachado. Ils perdent leurs comptoirs de Ternate et de Tidore, où les Portugais se maintiennent. Aux îles Banda, ils passent des traités leur garantissant la livraison de toutes les noix de muscade[6].
- 14 mai : les Espagnols Luis Váez de Torrès et Pedro Fernandes de Queirós découvrent l'archipel des Nouvelles-Hébrides (actuel Vanuatu) dans l'océan Pacifique, qu'ils nomment Austrialia del Espíritu Santo[7].
- 30 mai : exécution de Gurû Arjan[3]. Har Govinda devient chef religieux des Sikhs (fin en 1645). Emprisonné pendant 12 ans pour son refus de payer l’amende de son père Arjan, il organise la communauté sur des bases militaires.
- 17 juin-24 août : le diplomate français de Brèves est à Tunis où il rachète des esclaves chrétiens[8]
- 14 juillet : Luis Váez de Torrès découvre probablement les Louisiades[9].
- 22 octobre : Cornelis Matelief fait une nouvelle tentative contre Malacca, et détruit sept vaisseaux portugais de Manuel Mascarenhas[5].
- 2 octobre : Luis Váez de Torrès traverse le détroit qui porte son nom au nord de l'Australie pour atteindre la côte occidentale de la Nouvelle-Guinée[9].
- 15 novembre : arrivée du jésuite italien Roberto de Nobili à Madurai, en Inde du Sud[10].

### Europe
- Mauvaises récoltes en Europe (1606-1609)[11].

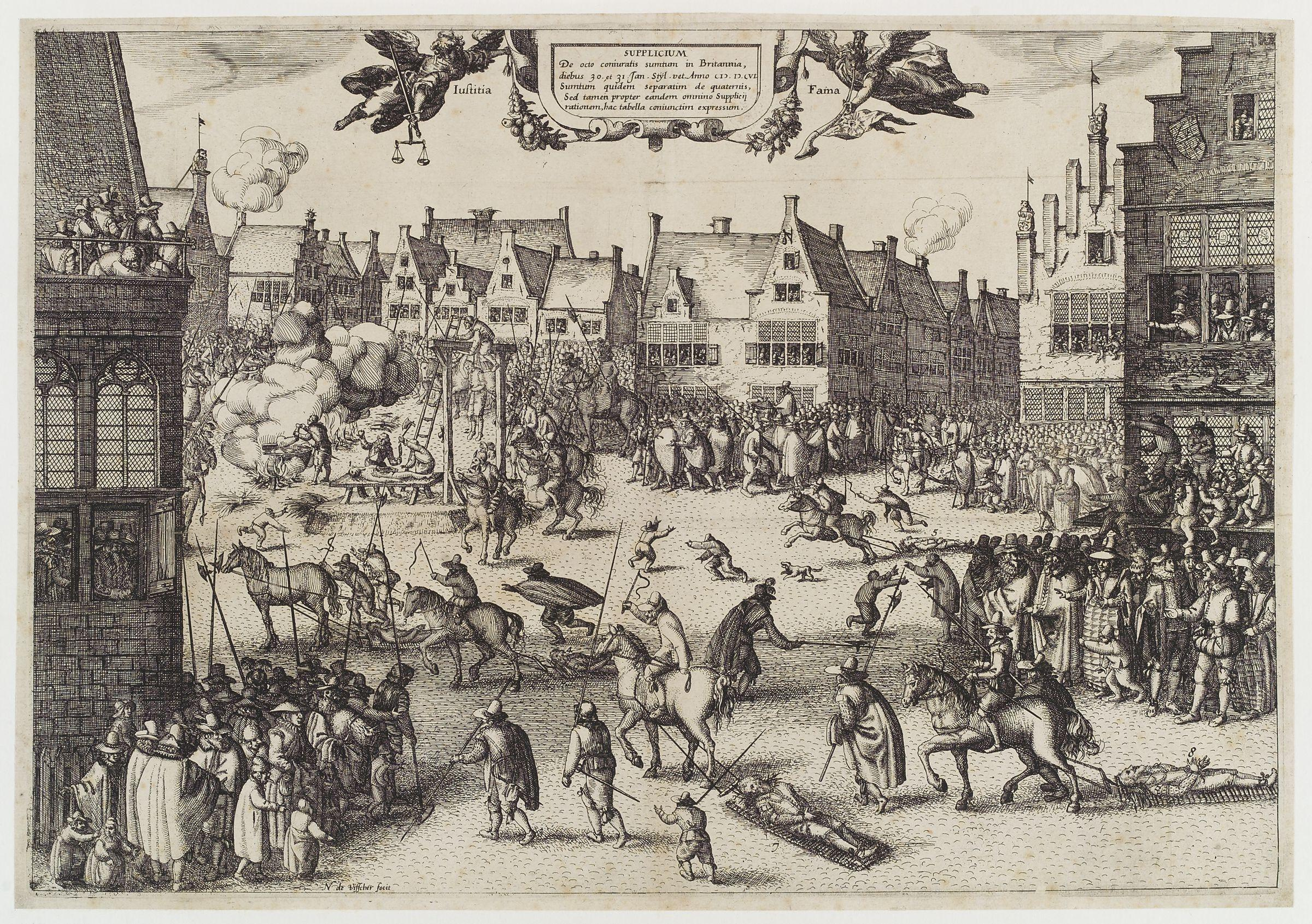
31 janvier : exécution de Guy Fawkes.

- 31 janvier : exécution de Guy Fawkes, impliqué dans la Conspiration des poudres[12].
- 4 mars : la Cour de Philippe III d'Espagne déménage de Valladolid à Madrid[13].
- 7 mars : Diète de Varsovie[14]. Sermon de Christophe Warszewicki, pour l’établissement de l’absolutisme. Sigismond III Vasa tente de rendre la monarchie polonaise héréditaire, provoquant une insurrection générale légale (rokosz) contre le roi, prévue par la constitution, menée par le magnat Mikolaj Zebrzydowski, appuyé par une partie de la noblesse (1606-1609). L’insurrection s’arrête à la suite d’une loi d’amnistie et de l’assurance du respect de la Constitution.
- 17 mars : Livourne obtient le rang de cité du grand-duc de Toscane[15].

- 9 avril : début de la rébellion de Sandomierz en Pologne. Les représentants de l'opposition à l'absolutisme royal se réunissent à Stężyca, puis à Lublin du 4-16 juin et demandent la déposition de Sigismond III Vasa[16].

- 12 avril : Jacques Ier fait de l’Union Jack le drapeau du Royaume-Uni[17] et accorde aux Anglais et aux Écossais nés après 1603, les Post-nati, une citoyenneté commune.
- 17 avril : monitoire de Paul V qui menace d'excommunication le doge et le Sénat de Venise, si, dans les vingt-quatre jours, ils n'ont pas accordé satisfaction aux demandes du pape. Fra Paolo Sarpi, qui conteste l’ingérence temporelle de l’Église dans les affaires intérieures des États, se heurte avec succès au pape. Pour la dernière fois dans l’Histoire, l’ensemble d’un pays est frappé d’interdit par un pape[18].
- 25 avril : Incident de Donauwörth, prélude de la Guerre de Trente Ans[19].

- 27 mai : le Parlement d’Angleterre approuve les mesures anticatholiques prise par Jacques Ier d'Angleterre, après la Conspiration des poudres, notamment la loi sur le serment d’allégeance. Le 12 septembre le pape Paul V publie un bref qui interdit aux catholiques de prêter serment, renouvelé le 13 août 1607[20].

- 23 juin : traité de paix de Vienne entre l’empereur Rodolphe II et Étienne Bocskai, prince de Hongrie. La dignité de palatin est rétablie, les finances du royaume de Hongrie échappent au contrôle de Vienne. Les offices civils et militaires seront confiés exclusivement à des Hongrois. La liberté confessionnelle est établie pour les ordres. Bocskai est confirmé comme prince de Transylvanie mais renonce au titre de roi de Hongrie[21]. À sa mort (29 décembre 1606), la Transylvanie connaît sept ans d’instabilité avant le règne de Gábor Bethlen (1613). La paix permet l’installation de 10 000 haïdouks comme paysans libres en Transylvanie. Les troupes impériales évacuent un pays dévasté et exsangue. La brève période de paix qui suit lui permet de se reconstruire.
- 9 juillet : Jacques Ier d'Angleterre restaure la hiérarchie épiscopale en Écosse (1606-1612)[22].

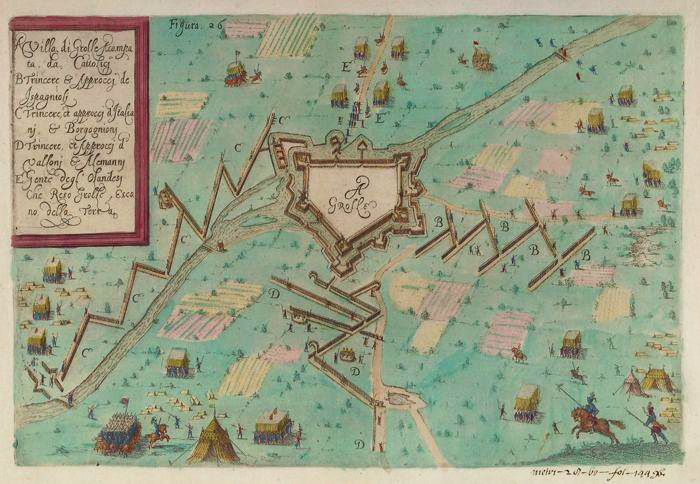
3 - 14 août : Siège de Groenlo par Spinola.

- 14 août : prise de Groenlo par les Espagnols de Spinola[23].
- 23 et 25 septembre : la paix de Vienne est confirmée par les États de Hongrie[24].
- 29 octobre-10 novembre : les troupes hollandaises de Maurice de Nassau assiègent à leur tour Groenlo, puis se retirent sur Doesburg devant l'avancée de Spinola[23].
- 11 novembre : paix de Zsitvatorok (Hongrie) entre l’empire et les Ottomans[21]. Transformation du tribut annuel en « cadeau », statut de stricte égalité entre les deux empires, autorisation de construire de nouvelles forteresses à la frontière. La Porte conserve Kanizsa, Esztergom et Eger, mais abandonne la région de Vac.

- Les capucins obtiennent du pape l’autorisation de créer des couvents en Espagne[25].

#### Russie

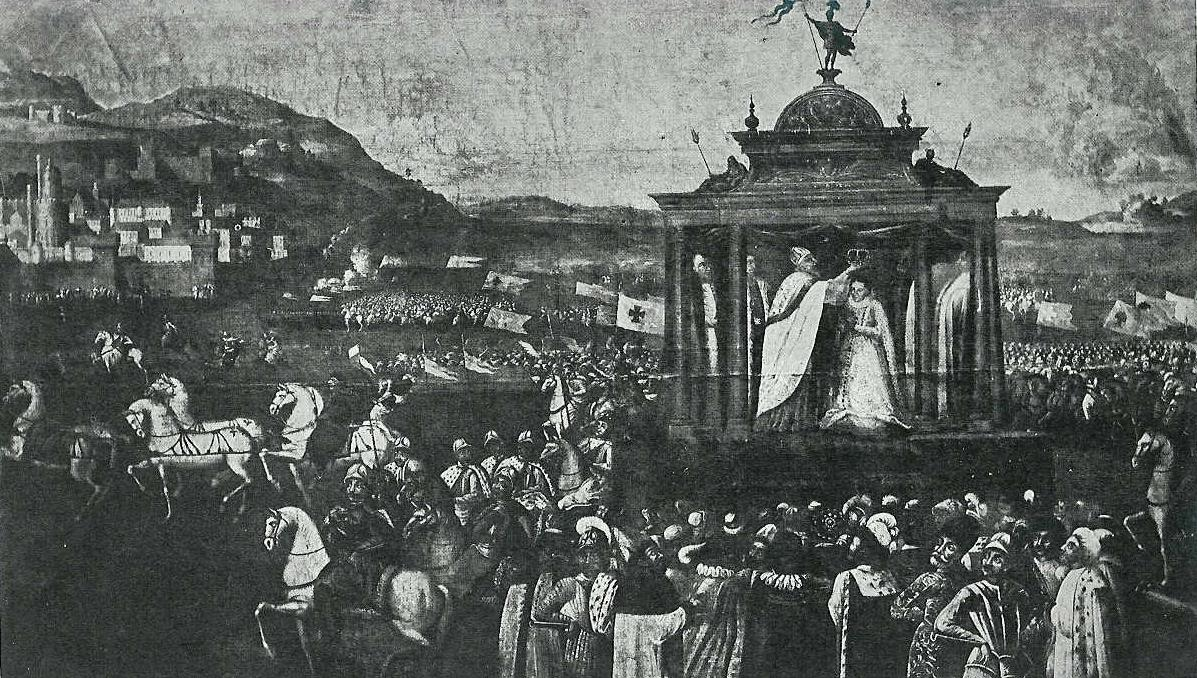
Couronnement de Marina Mniszek à Moscou.

- 9 mai : mariage à Moscou de Dimitri II et de Marina Mniszek[26]. La semaine suivante, les boyards apprennent les concessions secrètes faites aux Polonais par Dimitri II (extension de l’uniatisme à la Moscovie, cession de territoires, legs de la couronne à sa mort).
- 17 mai : le faux Dimitri est tué à Moscou au cours d’un coup d’État conduit par Vassili Galitzine et Vassili Chouiski, descendant des princes de Souzdal, à la faveur d’une émeute populaire antipapiste. Il est massacré ainsi que la garnison polonaise du Kremlin. Cela provoque un vif mécontentement en Pologne[26].
- 18 mai : le patriarche de Moscou Ignace, partisan du faux Dimitri, est destitué par un concile. Son remplaçant, Hermogène, héros de la résistance élu le 3 juin, mourra captif des Polonais en 1612[26].

- 19 mai : Vassili Chouiski est proclamé tsar de Russie par la Douma des boyards (fin de règne en 1610)[26].

- Octobre-décembre : guerre civile en Russie (Smuta ou « temps des troubles »). Révoltes paysannes et cosaques sous la conduite d’un ancien serf, Ivan Bolotnikov, qui promet de rétablir la liberté de déplacement pour les paysans, de réduire les impôts et de partager les terres des seigneurs (fin en octobre 1607)[27].

## Naissances en 1606
- 7 février : Nicolas Mignard, peintre baroque et graveur français († 20 mai 1668).
- 27 février : Laurent de La Hyre, peintre français († 28 décembre 1656).

- 20 mars : Georg von Derfflinger, feld-maréchal allemand († 14 février 1695).

- 12 mai : Joachim von Sandrart, peintre et graveur allemand († 14 octobre 1688).

- 6 juin : Pierre Corneille, dramaturge français († 1er octobre 1684).

- 15 juillet : Rembrandt (Harmenszoon van Rijn), peintre et graveur néerlandais († 4 octobre 1669).
- 31 juillet : Anthonie Jansz. van der Croos, peintre néerlandais († 8 mars 1662).

- ? octobre : Grégoire Huret, dessinateur et graveur au burin français († 4 janvier 1670).

- 12 novembre : Jeanne Mance, pionnière de la Nouvelle-France († 18 juin 1673).

- Date précise inconnue :
  - William Cartwright, comédien anglais († 17 décembre 1686).
  - Charles Errard, peintre et architecte français († 25 mai 1689).
  - Louis Nublé, avocat humaniste († 1686).
  - Jan Treck, peintre néerlandais († 25 septembre 1652).

## Décès en 1606
- 6 janvier : Lorenz Rhodomann, poète et helléniste allemand (° 8 août 1546).
- 9 janvier : François Perrin, poète et moraliste français, chanoine d’Autun (° 1533).
- 16 janvier : Matthew Hutton, prince-évêque de Durham puis archevêque d'York (° 1529).
- 20 janvier : Alessandro Valignano, prêtre jésuite italien (° 15 février 1539).
- 31 janvier : Guy Fawkes, catholique anglais, membre de la conspiration des poudres (° 13 avril 1570).

- 1er février : Guillaume Costeley, musicien et compositeur français (° 1530).
- 2 février : Giovanni Andrea Doria, amiral génois (° 1539 ou 1540).

- 2 mars : Martin Moller, poète allemand (° 10 novembre 1547).
- 3 mars : Nyaungyan Min, cinquième roi de la dynastie Taungû, en Birmanie (° 6 mars 1556).
- 6 mars : Philippe de Hohenlohe-Neuenstein, Comte de Hohenlohe-Langenburg, général de la République des Provinces-Unies (° 17 février 1550).
- 7 mars : Bogusław XIII de Poméranie, duc de Poméranie (° 9 août 1544).
- 9 mars : Helias Putschius, philologue allemand (° 6 novembre 1580).
- 13 mars : Levinus Hulsius, libraire, écrivain, notaire public, éditeur, imprimeur et graveur allemand (° 1550).
- 16 mars : Gaspar de Zúñiga y Acevedo, noble espagnol (° 1560).
- 23 mars :
  - Juste Lipse, humaniste flamand, à Louvain (° 18 octobre 1547).
  - Turibio de Mongrovejo, évêque de Lima, évangélisateur du Pérou (° 16 novembre 1538).
- 29 mars : Bernardo Davanzati, écrivain italien (° 30 août 1529).

- 3 avril : Charles Blount, 8e baron Mountjoy, 1er comte de Devonshire, noble et soldat anglais (° 1563).
- 6 avril : Nicolas de Lange, jurisconsulte français (° 1525).
- 8 avril : Charles II de Hohenzollern-Sigmaringen, comte de Hohenzollern-Sigmaringen (° 22 janvier 1547).

- 1er mai : Arnaud Sorbin de Sainte-Foi, prélat français (° vers 1532).
- 3 mai : Henry Garnet, prêtre jésuite anglais (° 1555).
- 9 mai : Jacques Mitte de Chevrières, seigneur du Forez (° 28 août 1549).
- 10 mai : Juan Ballestero, carme déchaux espagnol (° 1550).
- 17 mai :
  - Dimitri II, tsar de Moscou (° 1582).
  - Niccolò Orlandini, prêtre jésuite, historien et érudit italien (° 10 avril 1553).
- 18 mai : Giovanni Antonio Facchinetti de Nuce, cardinal italien (° 10 mars 1575).
- 23 mai : Agostino Valier, cardinal italien (° 7 avril 1531).
- 30 mai : Guru Arjan, cinquième Guru du sikhisme (° 15 avril 1563).

- 19 juin : Sakakibara Yasumasa, daimyo japonais du shogun Tokugawa Ieyasu pendant l'époque Sengoku de l'histoire du Japon (° 1548).

- 7 juillet : Christophe de Brunswick-Harbourg, duc de Brunswick-Lunebourg-Harbourg (° 21 août 1570).
- 20 juillet : Furuta Shigekatsu, samouraï de la période Sengoku de l'histoire du Japon (° 1560).
- 21 juillet : Pierre Ayrault, jurisconsulte français (° 1536).

- 6 août : Ottaviano Mascherino, architecte, sculpteur et peintre italien (° 1536).

- 9 septembre : Leonhard Lechner, compositeur allemand (° 1553).
- 11 septembre : Carel van Mander, peintre et écrivain flamand, à Amsterdam (° mai 1548).
- 13 septembre : Suwa Yoritada, samouraï de l'époque Sengoku de l'histoire du Japon (° 1536).
- 14 septembre : Flavia Damasceni Peretti, aristocrate italienne, petite-nièce du pape Sixte V et duchesse de Bracciano (° 1574).
- 27 septembre : Renaud de Beaune, ecclésiastique catholique français, évêque de Mende et archevêque de Bourges et de Sens (° 12 août 1527).

- 5 octobre : Philippe Desportes, poète baroque français (° 1546).
- 8 octobre : Jean VI de Nassau-Dillenbourg, comte de Nassau-Dillenburg, comte de Nassau-Dietz, comte de Nassau-Hadamar, comte de Nassau-Siegen, stathouder de Frise, de Gueldre et de Zutphen († 22 novembre 1535).
- 20 octobre : Michel Marescot, médecin français, premier médecin du roi Henri IV (° 12 août 1539).

- 1er novembre : Bartolomeo Ferratini, cardinal italien (° 1534).
- 8 novembre :  Antoine de Brenezay, seigneur du Carcouët et sieur de Boisbriand, avocat du roi au siège présidial de Nantes, sénéchal de Nantes, maire de Nantes et député aux États de Bretagne (° 1537).
- 13 novembre : Girolamo Mercuriale, médecin et philologue italien (° 30 septembre 1530).
- 20 novembre (date supposée) : John Lyly, poète et auteur dramatique anglais (° 1554).

- 6 décembre :  Indō Yoriyasu, samouraï de la période Sengoku et du début de l'époque d'Edo (° 1521).
- 21 décembre : Matteo Senarega, quatre-vingtième doge de Gênes de 1595 à 1597 (° 1534).
- 29 décembre : Étienne II Bocskai, prince de Transylvanie (° 1er janvier 1557).

- Date précise inconnue :
  - Jacques d'Amboise, chirurgien français (° 1559).
  - Giovanni Maria Butteri, peintre maniériste italien (° 1540).
  - René Choppin, jurisconsulte français (° 1537).
  - Gillis van Coninxloo, peintre de paysage flamand de l'École d'Anvers (° 1544).
  - Paolo Farinati, architecte, graveur et peintre italien (° 1524).
  - Curzio de Marignol, gentilhomme et poète florentin (° 1575).
  - Henri de Monantheuil, mathématicien, médecin et professeur français (° 1536).
  - Tiburzio Spannocchi, architecte et ingénieur militaire italien (° 1543).
  - Baccio Valori le jeune, écrivain, humaniste et politicien italien (° 1535).
  - Luis de Velasco, peintre espagnol (° vers 1530).

- 1606 ou 1607 :
- Alessandro Casolani, peintre de l'école siennoise (° vers 1552).

- Après 1606 :
- Fiodor Kone, architecte (° vers 140).